# 鄭海龍
鄭海龍（韓語：정해룡），韓國電視劇導演。

## 作品

### 電視劇
- 2001年：KBS《學校4》
- 2005年：KBS《結婚》
- 2006年：KBS《透明人間崔長洙》
- 2007年：KBS《媳婦的全盛時代》

### 製作作品
- 2007年：KBS《達子的春天》
- 2008年：KBS《大姐姐》

### 總製作作品
- 2010年：KBS《逃亡者Plan.B》
- 2011年：KBS《重案組》
- 2012年：KBS《赤道的男人》
- 2014年：KBS《感激時代：鬪神的誕生》
- 2014年：KBS《Big Man》
- 2014年：KBS《貓來了》
- 2014年：KBS《王的面孔》
- 2015年：KBS《無理的前進》
- 2015年：KBS《Oh My Venus》
- 2016年：KBS《鄰家律師趙德浩》
- 2016年：KBS《花郎》

### 監製作作品
- 2019年：KBS《朝鮮浪漫喜劇–綠豆傳》
- 2020年：KBS《靈魂維修工》
- 2020年：tvN《惡之花》
- 2020年：KBS《Do Do Sol Sol La La Sol》

## 外部連結
- NAVER搜索 （页面存档备份，存于）